# Dobrosławci
Dobrosławci (bułg. Доброславци) – wieś w Bułgarii; 1000 mieszkańców (2010).